# OAIS

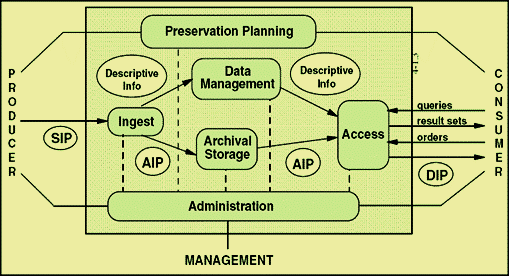
OAIS–Referenzmodell (1999)

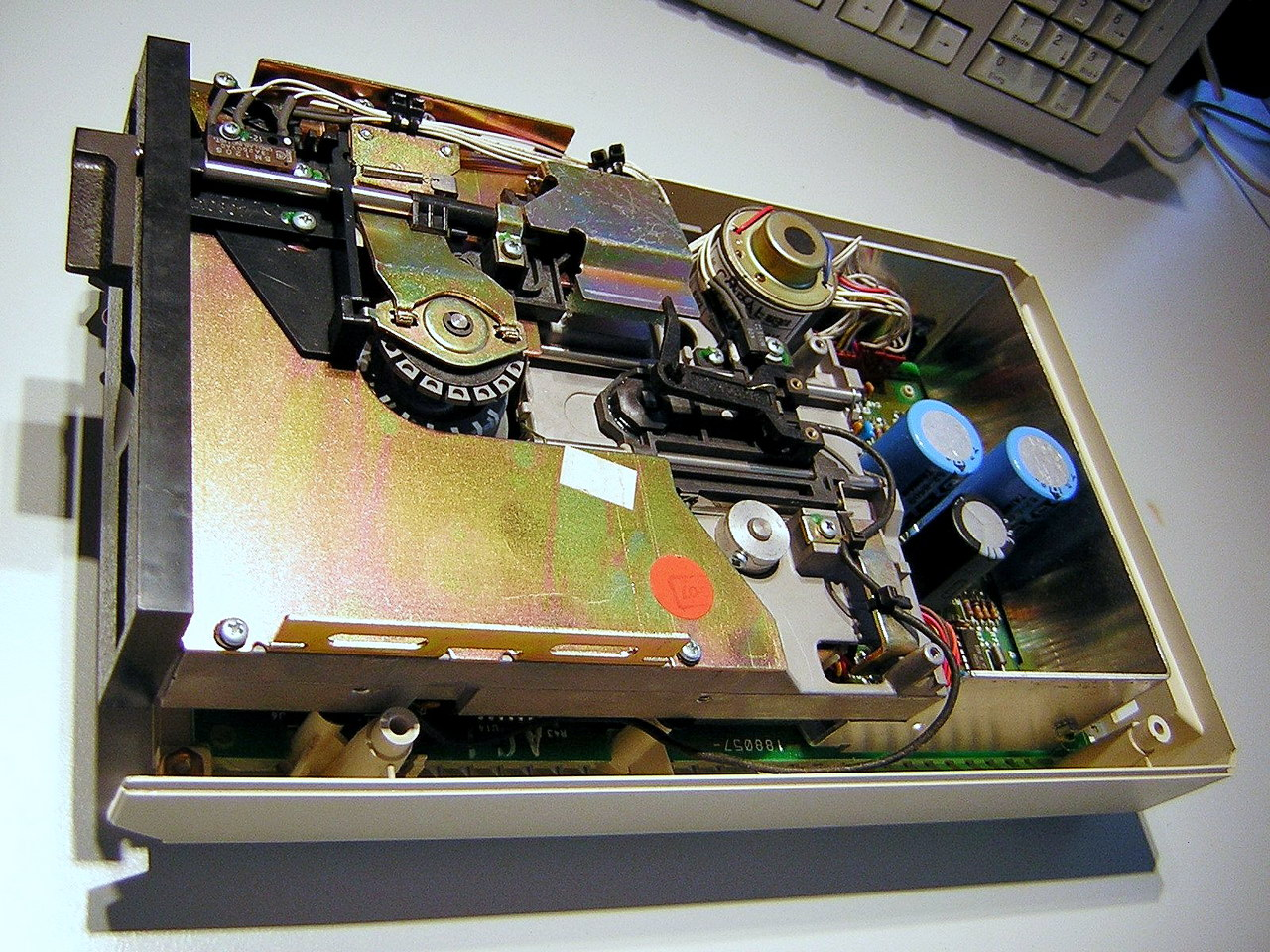
Atari 1050 8 Bit Diskettenlaufwerk

OAIS (Open Archival Information System bzw. Offenes Archiv-Informations-System) ist ein Referenzmodell für ein dynamisches, erweiterungsfähiges Archivinformationssystem, das im März 2025 als ISO-Standard 14721:2025 veröffentlicht wurde. Die Version 3 erweiterte den ursprünglichen ISO-Standard aus dem Jahr 2003 und die aktualisierte Version von 2012 u. a. zu Themen der digitalen Bestandserhaltung sowie zu Archiv-Kooperationen. Das OAIS–Referenzmodell gilt als wichtigster Standard für die elektronische Archivierung.

## Geschichte
Vor dem Hintergrund der Einsicht, dass digital archivierte Dokumente nach längerer Zeit aus vielfältigen Gründen nicht mehr lesbar sein könnten, wurde OAIS entwickelt. Die Entwicklung des Standards wurde von der NASA initiiert und gemeinsam mit der Raumfahrtorganisation ESA und Weltraumforschungszentren in Großbritannien, Kanada, Frankreich, Deutschland, Brasilien, Japan und Russland vorangetrieben. Schnell wurde die Bedeutung des Standards auch für die Archivierung in anderen Feldern, wie der akademischen Forschung, Industrie und bei traditionellen Gedächtnisinstitutionen, erkannt. Ab 1994 wurden daher in 20 Workshops Entwürfe des Modells mit Fachleuten des Archivwesens in aller Welt diskutiert. Im Mai 1999 legte das Beratungskomitee für Weltraumdatensysteme (CCSDS) den ersten Entwurf „Referenzmodell für ein offenes Archiv-Informationssystem (OAIS)“ vor, der 2003 in den ISO-Standard 14721 überführt wurde. 2009 folgte dann eine überarbeitete Version, das CCSDS „pink book“. Diese Version 2 von OAIS wurde im Juni 2012 von der CCSDS als „magenta book“ veröffentlicht (kostenfreier Download) und bereits im August 2012 von der ISO als ISO 14721:2012 übernommen.
Probleme, die bei der Langzeitarchivierung zu beachten sind, entstehen u. a. durch
- Nicht mehr verfügbare Geräte und Anwendungen, um archivierte Medien lesen und interpretieren zu können
- Anwenderspezifische oder generell veraltete, unzureichend dokumentierte Formate
- Verlust des Layouts, wenn der Inhalt vom Layout getrennt gespeichert wurde
- Schutzrechte

## Referenzmodell
Das Referenzmodell beschreibt ein Archiv als Organisation, in dem Menschen und Systeme zusammenwirken, um digitale Informationen zu erhalten und einer definierten Nutzerschaft verfügbar zu machen. Die Implementierung eines OAIS-konformen Archivs ist dabei jedoch nicht festgelegt.
OAIS geht aus Datensicht von sog. Informationspaketen aus, die neben dem eigentlich zu bewahrenden Inhalt noch beschreibende Information (z. B. zum Datenformat) beinhalten. Die vom Produzenten zur Archivierung eingelieferten Pakete (SIP - submission information package) werden bei der Übernahme zu Archiv-Informationspaketen (AIP - archival information package) umgewandelt. Diese beinhalten u. a. auch Informationen zur Historie der bisherigen Bearbeitungen bzw. Migrationen im Archiv sowie Attribute, die Integrität und Authentizität gewährleisten können. Zur Wiederauffindbarkeit des AIPs werden zusätzlich Erschließungsinformationen (descriptive information) erzeugt und in der Datenverwaltung abgelegt. Auch die Recherche und der Zugriff durch die Endnutzer erfolgen über spezielle Informationspakete (DIP - dissemination information package), die entsprechend der Anfrage und den Zugriffsrechten unterschiedlich ausgeprägt sein können.

## Aufgabenbereiche
Funktionell definiert OAIS sechs Aufgabenbereiche, die nachfolgend kurz beschrieben werden.

### Datenübernahme (Ingest)
Neben der physischen Übernahme der Daten in einem Containerformat (SIPs) sind weitere Schritte erforderlich. Die Daten müssen auf Archivtauglichkeit, Vollständigkeit und Unversehrtheit geprüft werden. Die Prüfung auf Viren gehört zu den schwierigsten Herausforderungen beim Ingestieren. Es müssen sowohl die inhaltlich als auch die technisch beschreibenden Metadaten extrahiert werden. Aus den gesammelten Informationen werden AIPs generiert und im Repository gespeichert (→ Datenaufbewahrung). Zugleich wird die Datenverwaltung über den Neuzugang informiert. Ablieferungsstandards wie XDOMEA, XBARCH, XISADG oder eCH–0160, Producer-Archive Interface Specification (PAIS) und entsprechende Schnittstellen erleichtern die Datenübernahme aus Dokumentenmanagementsystemen. Zur Strukturierung der AIPs wurde auf Grundlage des OAIS-Modells u. a. der  Metadata Encoding & Transmission Standard (METS) entwickelt. Für die Erzeugung der Erhaltungsinformationen kann der  PREMIS-Standard verwendet werden.

### Archivspeicher (Storage)
Der Archivspeicher sorgt dafür, dass die AIPs physisch erhalten bleiben. Dazu dienen vielfältige Maßnahmen der IT-Sicherheit, wie redundante Speicherung, Backup und Restore sowie regelmäßige Prüfungen der Datenintegrität. Auf Anfrage werden die AIPs ausgelesen und an den  Zugriff weitergegeben.

### Datenverwaltung (Data Management)
Die Datenverwaltung ist für die Erschließungsinformationen, also die inhaltlich und technisch beschreibenden Informationen zu den AIPs, zuständig. Über sie können Archivbestände identifiziert werden, sie nimmt Rechercheanfragen entgegen, bearbeitet diese und organisiert den  Zugriff. Die technischen Informationen sind für die  Erhaltungsplanung interessant und wichtig.

### Zugang (Access)
Der Bereich Zugang (Nutzung) unterstützt Endnutzer des Archivs bei der Recherche nach den gewünschten Informationen. Hier werden Anfragen entgegengenommen, verarbeitet und die Ergebnisse in DIPs umgewandelt und dem Endnutzer entsprechend seiner Berechtigungen zur Verfügung gestellt. Die DIPs können dabei, anders als in klassischen Archiven, in verschiedenen Ausprägungen (Repräsentationen) generiert werden (z. B. als Bildschirm-Vorschau und als hochaufgelöste Druckversion).

### Erhaltungsplanung (Preservation Planning)
Die Erhaltungsplanung bezieht sich einerseits auf den technologischen Fortschritt im Bereich der digitalen Archivierung und damit auf das Archivsystem selbst. Andererseits dient die Erhaltungsplanung der Entwicklung und Umsetzung konkreter Erhaltungsmethoden. So muss z. B. die Erneuerung veralteter AIP-Datenformate organisiert werden, wobei Fragen der Format-Konvertierung sowie des Erhalts von Integrität und ggf. Rechtsverbindlichkeit bedeutsam sind. Damit kommt diesem Bereich konzeptionell eine zentrale Bedeutung zu.
OAIS ist stark auf die  Migrationsmethode ausgerichtet, bleibt jedoch auch für andere Ansätze (z. B. Emulation) offen.

### Systemverwaltung (Administration)
Die Systemverwaltung betrifft das Archiv als Gesamtsystem. Es werden Konfigurationseinstellungen verwaltet, die Beziehungen der Komponenten untereinander organisiert und Zugriffsrechte überwacht.